# Tabulka nuklidů

Tabulka známých nuklidů a způsoby jejich přeměny:
Žádný (Stabilní izotop)
Přeměna beta plus nebo záchyt elektronu (rozpad přesune atom o jedno místo diagonálně dolů a doprava)
Emise protonu (rozpad přesune atom o jedno místo dolů)
Vyzáření neutronu (rozpad přesune atom o jedno místo doleva)
Alfa rozpad (rozpad posune atom o dvě místa diagonálně dolů a doleva)
Spontánní štěpení
beta rozpad (rozpad přesune atom o jedno místo diagonálně nahoru a doleva)

Tabulka nuklidů je dvoudimenzionální graf izotopů prvků, kde jedna osa reprezentuje počet neutronů (symbol N) a druhá osa reprezentuje počet protonů (symbol Z) v jádře atomu. Tento systém uspořádání nuklidů může poskytnout lepší přehled o vlastnostech izotopů než známější periodická tabulka, která zobrazuje pouze prvky, nikoli jejich izotopy. Tabulka nuklidů může být zobrazena buď kompletní, nebo rozdělená na několik částí pro lepší přehlednost.

Poločas rozpadu izotopů. Tmavší a stabilnější oblast izotopů se vzdaluje od linie Z=N, jak se zvyšuje číslo Z prvku.

## Popis
Tabulka nuklidů mapuje všechny nuklidy všech prvků. Oproti periodické tabulce, která mapuje hlavně chemické vlastnosti, jelikož izotopy se svým chemickým chovám příliš neliší, tabulka nuklidů mapuje jaderné chování nuklidů, jelikož rozlišuje jednotlivé izotopy. Tabulky nuklidů uspořádávají nuklidy podél osy X podle počtu neutronů a podél osy Y podle počtu protonů.

## Trendy v tabulce nuklidů
- Izotopy jsou nuklidy se stejným počtem protonů, ale rozdílným počtem neutronů.[1] Jsou to tedy stejné chemické prvky. Izotopy v tabulce nuklidů sousedí vedle sebe.
- Izotony jsou nuklidy se stejným počtem neutronů, ale rozdílným počtem protonů.[2] Izotony v tabulce nuklidů sousedí vertikálně.
- Izobary jsou nuklidy se stejným počtem nukleonů, ale rozdílným počtem protonů a neutronů.[3] Izobary v tabulce nuklidů sousedí diagonálně.
- Izodiafery jsou nuklidy se stejným rozdílem mezi počtem jejich neutronů a protonů. Izodiafery v tabulce nuklidů následují diagonální linie pod určitým úhlem.